# Thai Airways International
Thai Airways International, principal companyia operadora d'avions a Tailàndia, la qual té el seu centre de connexions a Bangkok. Pertany a la Star Alliance. El seu programa de viatger freqüent es denomina Royal Orchid. Actualment el seu centre de connexions a Europa és l'aeroport de Frankfurt, propietat de l'aerolínia alemanya Lufthansa.